# Emilio Estrada Carmona
Emilio Estrada Carmona (Quito, 28 de maio de 1855 – Guayaquil, 21 de dezembro de 1911) foi um político equatoriano. Ocupou o cargo de presidente de seu país entre 1 de setembro de 1911 e 11 de dezembro de 1911.

## Biografia
Ele nasceu em Quito em 28 de maio de 1855.Era filho de Nicolás Estrada Cirio, funcionário júnior do governo de José María Urbina y Viteri, e Francisca Carmona y Vasmezón. Era afilhado do presidente José María Urbina e de sua esposa, Teresa Jado de Urbina.
Seus primeiros estudos foram realizados em sua cidade natal, mas a partir de 1860, depois que o conservador Gabriel García Moreno assumiu o poder da República após derrotar os liberais na guerra civil equatoriana de 1859-1860, seu pai teve que buscar refúgio político em Lima, e sua mãe o levou para viver em Guayaquil, onde continuou seus estudos no Colégio San Vicente del Guayas. de 1863 a 1869.
Quando terminou a escola dedicou-se a trabalhar em diferentes atividades comerciais e apesar de ter se dedicado por alguns anos às suas atividades particulares, que nada tinham a ver com política, em 1882 pegou em armas contra a ditadura Ignacio de Veintemilla, juntamente com Eloy Alfaro, na batalha de Mapasingue, em junho de 1883.Depois que Veintemilla foi derrubado, ele foi nomeado comissário de polícia pelo chefe supremo de Guayas, Pedro Carbo.
Em 1884 fez parte do grupo Montonero "Los Chapulos" na guerra de guerrilha contra o presidente José María Plácido Caamaño. Exilado no Panamá após o fracasso da revolução, retornou ao Equador em 1888, quando o novo presidente Antonio Flores Jijón decretou um perdão geral.
Em 5 de junho de 1895, eclodiu em Guayaquil a Revolução Liberal do Equador, e Estrada foi um dos signatários do Ato do Pronunciamento. Em 1896 foi membro do comitê de socorro ao Grande Incêndio de Guayaquil em 1896.
Representou a província de Guayas como senador suplente em 1898 e como deputado principal em 1899 e 1900. Em 1901 recusou, por motivos de saúde, a candidatura presidencial que lhe foi oferecida pelo presidente Eloy Alfaro. No entanto, ele serviu ao Partido Liberal do Equador exercendo o governo de Guayas e outros cargos menores pelos próximos 10 anos, até sua candidatura presidencial.
Seus íntimos o chamavam de "O Ogro" por causa de sua aparência imponente e seu rosto, quase sempre azedo; mas, por dentro, pesava muito a qualidade humana de Estrada: generoso com seu dinheiro, enérgico e franco diante do poder, como atestam algumas cartas endereçadas ao amigo Eloy Alfaro: "General, seu erro está em tolerar o círculo que o cerca e em querer governar exclusivamente com os oleiros", crítico dos crimes da cerâmica contra os direitos humanos e incorrupto na gestão dos bens públicos. "Nunca imaginou que um cidadão iria defraudar os cofres públicos", escreve Victor Emilio Estrada em "Vida de un Hombre", biografia do pai, a quem defendeu das intrigas do militarismo de Alfaro.

### Casamentos e descendência
Ficou viúvo duas vezes, a primeira com Isabel Usubillaga e a segunda com Victoria Sciacaluga Aubert, com quem teve três filhos, Victor Emilio Estrada, María Francisca Estrada e María Luisa Estrada. Casou-se com Lastenia Gamarra Menéndez pela terceira vez, mas não teve descendência.

## Presidência Constitucional do Equador
Apesar de sua vitória esmagadora nas eleições presidenciais de 1911, o presidente Eloy Alfaro queria estender sua presidência e buscou desculpas para pedir a Estrada que renunciasse antes de assumir o cargo. Uma dessas desculpas era que ele tinha problemas cardíacos (que ele nunca tinha tido antes) e outra desculpa era que Estrada não era popular (depois de uma vitória esmagadora na eleição). Como Estrada não aceitou a convocação de Alfaro, o presidente convocou um Congresso Extraordinário para desqualificá-lo, mas não conseguiu. Em 3 de julho de 1911, às onze horas da manhã e dois meses antes de Estrada tomar posse, o general Emilio María Terán, seu apoiador, foi assassinado pelo coronel Luis Quirola no bar do Hotel Royal em Quito. Terán tramava para depor Alfaro. Pottery explicou o assassinato como um crime de saias; a oposição, como crime político. Em 11 de agosto de 1911, vários cocheiros que apoiavam Terán assassinaram Quirola, que estava preso no Panóptico. Nesse mesmo dia, dia 11, aos gritos de "Abaixo a ditadura! Viva Emílio Estrada! Viva a Constituição!", muitos soldados e uma forte população invadiram o Palácio Carondelet para capturar Alfaro. O ministro do Chile, Víctor Eastman Cox, foi ao Palácio, levou o presidente à sua embaixada e salvou a vida dele e de sua família. Carlos Freile Zaldumbide, presidente do Senado, exigiu, ameaçado pelo povo, a renúncia de Alfaro. Ele respondeu: "Não desejo que uma única gota de sangue seja derramada por minha causa" e renunciou. Tropas da Segunda Zona Militar sob o comando do general Ulpiano Páez avançavam sobre Quito para defender Alfaro. Alfaro convenceu Páez a desistir da tentativa e Páez o fez. Alfaro partiu para o Panamá graças à mediação do presidente eleito Emilio Estrada diante do chefe do Poder Executivo, Carlos Freile Zaldumbide, e sob a promessa de que não interviria na política por um período de dois anos.
Estrada assumiu a presidência em 1º de setembro de 1911, nas primeiras horas da manhã. Procurou o apoio do Placismo e formou um gabinete de anticeramistas, entre eles o próprio general Leônidas Plaza e o conservador Carlos Tobar y Borgoño, e dispensou a colaboração dos industriais com os quais estava ligado. Em sua mensagem de posse, delineou o programa do governo: lidar com o grande problema das finanças públicas, resgatar a ferrovia em benefício da nação, cumprir os créditos internacionais, profissionalizar o Exército despolitizando-o e alcançar uma paz honrosa e justa com o Peru.
Durante sua administração, a exploração de petróleo de Santa Elena começou e o cantão Pedro Moncayo em Pichincha foi criado.
Ele morreu em Guayaquil em 21 de dezembro de 1911 após uma doença prolongada, combinada com problemas cardíacos, que o afastou de Quito e do exercício efetivo do poder executivo desde o início de dezembro. Durante sua ausência, o poder executivo foi exercido por Carlos Freile Zaldumbide, que o substituiu formalmente após sua morte.

## Morte no Poder e Fogueira Bárbara
Com apenas quatro meses de governo, Estrada morreu de "insuficiência cardíaca" em Guayaquil, em 21 de dezembro daquele ano. Carlos Freile Zaldumbide assumiu novamente o poder e pediu calma aos chefes militares na preparação da eleição presidencial. Os prováveis candidatos eram os generais Flávio Alfaro e Leônidas Plaza. Mas no dia seguinte à morte de Estrada, o general Flávio Alfaro, que estava no Panamá, foi proclamado Chefe Supremo em Esmeraldas. Seis dias depois, o general Pedro Jacinto Montero proclamou-se chefe supremo em Guayaquil e chamou Eloy Alfaro.
Três dias depois, o general Leônidas Plaza estava a caminho de Guayaquil para subjugar Montero. Cinco dias depois, Flavio Alfaro estava em Guayaquil para se juntar a Montero. Três dias depois, Eloy Alfaro chegou a Guayaquil e se ofereceu para mediar entre os rebeldes e o governo central para que um civil pudesse ser eleito. O Governo não aceitou a mediação. Montero nomeou Flavio Alfaro como Diretor de Guerra. Nos dias 12, 14 e 18 de janeiro de 1912, as tropas de cerâmica entraram em confronto com as tropas do governo comandadas pelos generais Júlio Andrade e Leônidas Plaza. Andrade venceu em Huigra, Plaza em Naranjito e ambos triunfaram na sangrenta batalha de Yaguachi. Os combatentes usaram as armas modernas adquiridas para o conflito de 1910 com o Peru. As tropas do governo que tiveram que desalojar as tropas de Flávio Alfaro em Yaguachi perderam um em cada três soldados. Foram 3 mil mortes. Após esse triplo desastre, Montero nomeou Eloy Alfaro, hoje com 70 anos, diretor de guerra. Nessa qualidade, negociou a rendição.
Guayaquil foi entregue pacificamente às tropas do governo graças à mediação dos cônsules da Grã-Bretanha e dos Estados Unidos, mas os termos acordados não foram respeitados. E a barbárie se seguiu. Deixe os detalhes para a crônica vermelha da vergonha nacional. O historiador Enrique Ayala Mora resume com sobriedade o que aconteceu: "Mas o acordo (alcançado pelo corpo consular) não foi totalmente cumprido e Alfaro, Franco e outros chefes foram feitos prisioneiros. Após um julgamento tumultuado, Montero foi assassinado. Os demais presos (os generais Eloy, Flávio e Medardo Alfaro, Ulpiano Páez e Manuel Serrano e o coronel Luciano Coral) foram enviados para Quito. Uma multidão enlouquecida invadiu o Panóptico, onde estavam presos.
O Velho Combatente e seus tenentes foram mortos e depois arrastados pelas ruas até o Parque El Ejido, onde foram incinerados", um incidente conhecido como La Hoguera Bárbara. Era 28 de janeiro de 1912. "Houve muita discussão", acrescenta Ayala Mora, "sobre as responsabilidades do evento sangrento e, embora nunca tenha sido completamente claro, há evidências suficientes para pensar que Freile Zaldumbide e seu governo tiveram cumplicidade criminosa. Não há provas suficientes para acusar Plaza, mas é, por outro lado, inquestionável que foram os plactistas, juntamente com os conservadores e clérigos, que incitaram a multidão enlouquecida. Por trás da morte de Alfaro, é preciso também detectar o esgotamento da alternativa revolucionária do liberalismo. O ministro da Guerra, Juan Francisco Navarro, deve ser apontado como o principal instigador do assassinato. Uma série de atores materiais foi reduzida à prisão, mas a autoria intelectual nunca foi estabelecida." O crime político mais bárbaro da história equatoriana ficou impune. E até o arcebispo de Quito, Federico González Suárez, interveio apenas de forma morna e indireta para evitar o massacre em vão.
Após o assassinato de Eloy Alfaro, o liberalismo radical nunca mais voltou ao poder. A base camponesa-empunhando facão do liberalismo radical continuou a luta revolucionária no Litoral Norte durante o governo Plaza e indiretamente contribuiu para a consolidação do liberalismo burguês. A base indígena do liberalismo radical regrediu politicamente e concentrou-se nas lutas locais pela defesa de suas terras ocupadas ilegalmente e nas lutas circunstanciais contra os abusos de latifundiários e agentes públicos. A base operário-artesanal do liberalismo radical foi agrupada em guildas e sindicatos que engrossariam as águas socialistas na década de 1920. Intelectuais liberais radicais acomodaram-se ao liberalismo burguês e outros tornaram-se socialistas.

O legado do liberalismo (radical-burguês) de 1895 a 1912 foi a inauguração de uma nova época na história do Equador, a criação do Estado laico, o avanço do Estado nacional, a mudança da ideologia religioso-clerical para uma ideologia secular, o nascimento da opinião pública, a secularização da família e da educação. o fortalecimento teórico da soberania popular como fonte de poder, o crescimento da burocracia e a possibilidade de abertura à mudança social. As dívidas do liberalismo incluem a tolerância com a velha estrutura de propriedade e relações sociais injustas, a fraude eleitoral e a esterilização dos partidos políticos. Às responsabilidades do liberalismo radical devem ser acrescentadas o recurso ao caudilhismo, a incapacidade de formular o pensamento social e a contradição entre princípios e prática cotidiana, talvez explicável pelas circunstâncias.